# Barrio La Asunción

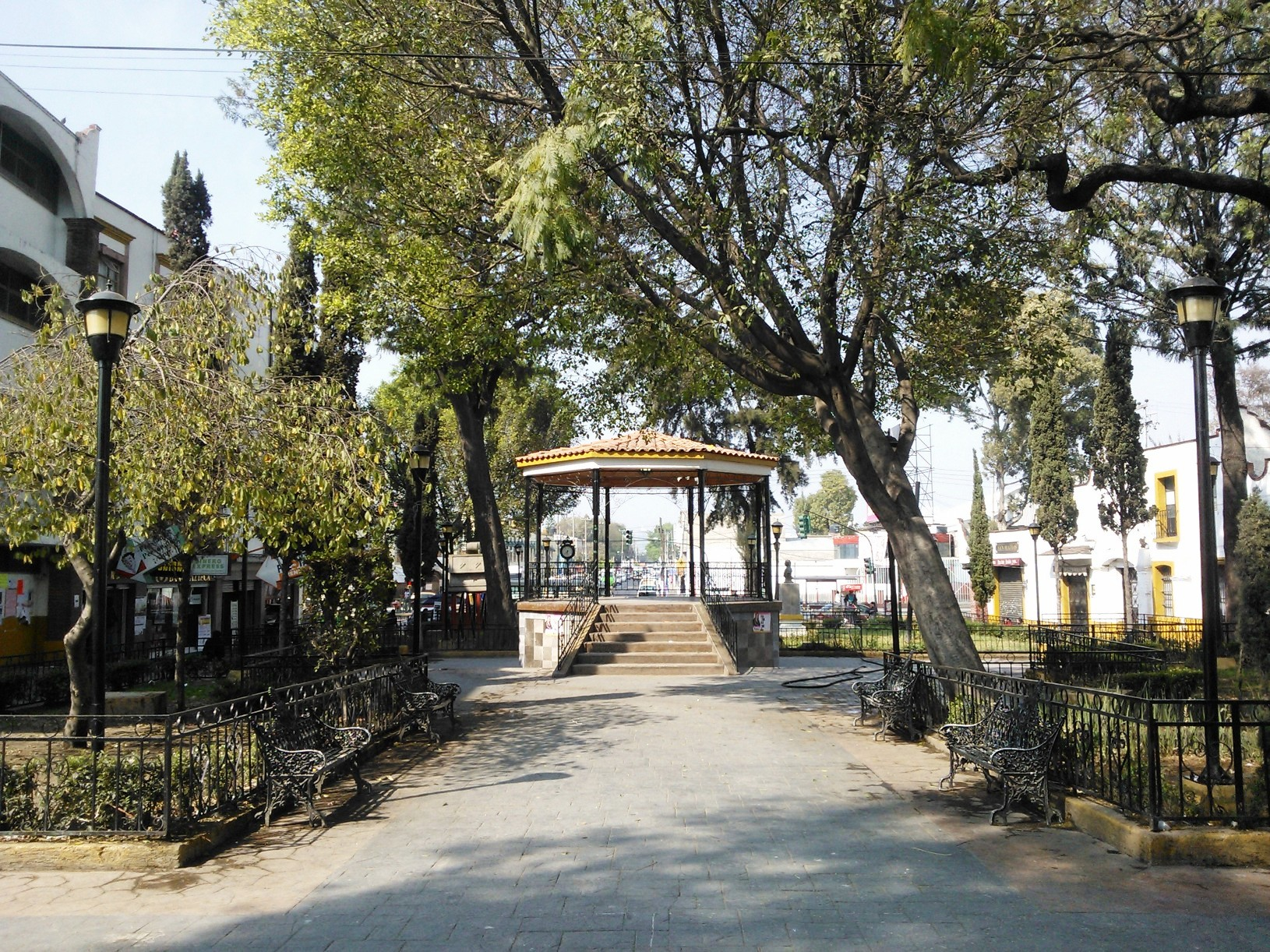
Plaza de San Matías

La Asunción es un barrio del oriente de la Ciudad de México, correspondiente a la alcaldía Iztacalco y es uno de los siete barrios tradicionales que componen el  antiguo Pueblo de Iztacalco. Se caracteriza por ser el más importante de los siete barrios y por su  Templo y ex convento de San Matías Apóstol fundado en el siglo XVI. En 2011 parte del pueblo de Iztacalco fue integrada en 2011 al programa Barrios mágicos de Ciudad de México por el gobierno capitalino con el nombre de "Centro histórico de Iztacalco", aunque no existe una declaratoria oficial de Centro Histórico.

## Ubicación
El pueblo de Iztacalco se divide en 7 barrios, que son: La Asunción, Santa Cruz, los Reyes, Santiago Atoyac, San Miguel, San Francisco Xicaltongo y San Sebastián Zapotla; de los cuales la Asunción tradicionalmente ha sido el corazón del pueblo de Iztacalco. El barrio limita al norte por la calle Francisco I. Madero y el barrio de Zapotla, al Este por la calle Pascual Orozco y el barrio de San Miguel, al oeste con la Calzada de la Viga y el barrio de Santiago y al sur con la calle canal de Tezontle y el barrio de la Santa Cruz.

## Patrimonio
El barrio de la Asunción cuenta con ocho inmuebles y una escultura catalogados como monumentos históricos. Estos son el Templo y el ex convento de San Matías  edificados en el siglo XVI y remodelados en el siglo XVIII, La capilla de la Asunción construida en el siglo XIX y modificada en el XX, la ermita de la Asunción construida en el siglo XVIII, cuatro casas habitación construidas en el siglo XIX y la escultura que representa a Miguel Hidalgo y que fue develada por el presidente Benito Juárez.

## Breve historia
Debido a su posición en medio del lago de Texcoco, el territorio de Iztacalco fue ocupado tardíamente, en comparación con otras partes del valle de México. Sus primeros habitantes estaban relacionados con las tareas de extracción de sal del lago. esto es algo que puede observarse en el mismo emblema delegacional, que es una copia del glifo que aparece en el códice Mendocino. En él, Iztacalco es representado por una casa con un filtro para la separación del agua y el mineral.
Según el códice Xólotl, Iztacalco, Zacatlamanco y Mixhuca fueron los últimos lugares que tocó la peregrinación de los aztecas en busca de la señal de su dios huitzilopochtli. Durante el período posclásico mesoamericano, Iztacalco fue un pueblo sometido a la Triple alianza.
Tras la conquista de México a manos de los españoles, el pueblo de Iztacalco fue sujeto a la jurisdicción de la Parcialidad de San Juan Tenochtitlan y evangelizado por misioneros franciscanos, quienes fundaron en 1550 en el barrio de la Asunción un convento dedicado a San Matías. Debido a la escasa población del lugar, el número de religiosos en el convento era demasiado reducido. Frente al templo se estableció la plaza de mercado para abastecimiento de los vecinos, la cual sería conocida como Plaza de San Matías.
El desarrollo de Iztacalco durante el periodo colonial fue propiciado por el comercio a través del canal de la Viga, el cual conectaba a la Ciudad de México con los pueblos lacustres como Xochimilco, Mixquic y Tulyehualco, por lo que Iztacalco, -junto con el pueblo vecino de Santa Anita Zacatlamanco- se convirtió en paso obligado para las embarcaciones que se dirigían a la Ciudad de México y se convirtió en una de las zonas chinamperas abastecedoras de verduras y hortalizas de la Ciudad de México, actividad que se prolongó hasta principios del siglo XX.
El barrio de la Asunción se convirtió en el centro religioso y comercial del pueblo, gracias a su ubicación junto al canal de la Viga y por albergar al templo de San Matías y al mercado de la plaza.

## Sitios de interés
- Templo y ex convento de San Matías
- Capilla de la Asunción
- Ermita de la Asunción
- Centro Cultural José Martí

## Tradiciones
Dentro de las tradiciones en el barrio de la Asunción, están las festividades del día 15 de agosto y 7 de octubre, donde se celebra a la virgen de la Asunción y del Rosario respectivamente. Durante estas festividades se lleva participación de los pobladores del barrio, además de los otros barrios, ya que se ameniza con la banda de viento, seguido por juegos artificiales  y misa en  la capilla del barrio, donde durante estas fechas se celebran primeras comuniones y confirmaciones.
Dentro de las participaciones del barrio se lleva a cabo la salida del carnaval llamado “Las máscaras”, donde algunos de los pobladores suelen vestirse con trajes y máscaras de cera para recorrer las calles, acompañados con música por banda de viento y recolectan dinero para beneficios de la comunidad. Este comienza el domingo antes del miércoles de ceniza y concluye el miércoles de ceniza.
Otra de las tradiciones es participar en la Semana Santa, esto es arreglar la iglesia y las calles con palmas y moños morados en señal de luto. El Jueves Santo se lleva a cabo “La Visita de las 7 casas” en donde se recorren  las siete iglesias de los 7 barrios principales del pueblo de Iztacalco (La Asunción, San Miguel, Santa Cruz, Santiago, San Francisco, San Sebastián,  Los Reyes); durante esto se acostumbra dar una limosna a cambio de un ramo de manzanilla y una pequeña pieza de pan. Asimismo, el Viernes Santo se realiza la procesión y el viacrucis.
A finales del mes de agosto se lleva a cabo “El Jubileo”, donde se tiene la participación de todos los barrios  con sus imágenes correspondientes en las llamadas “Posas” donde realizan diversos adornos con flores para la adoración al santísimo en las llamadas 40 horas.

## Galería

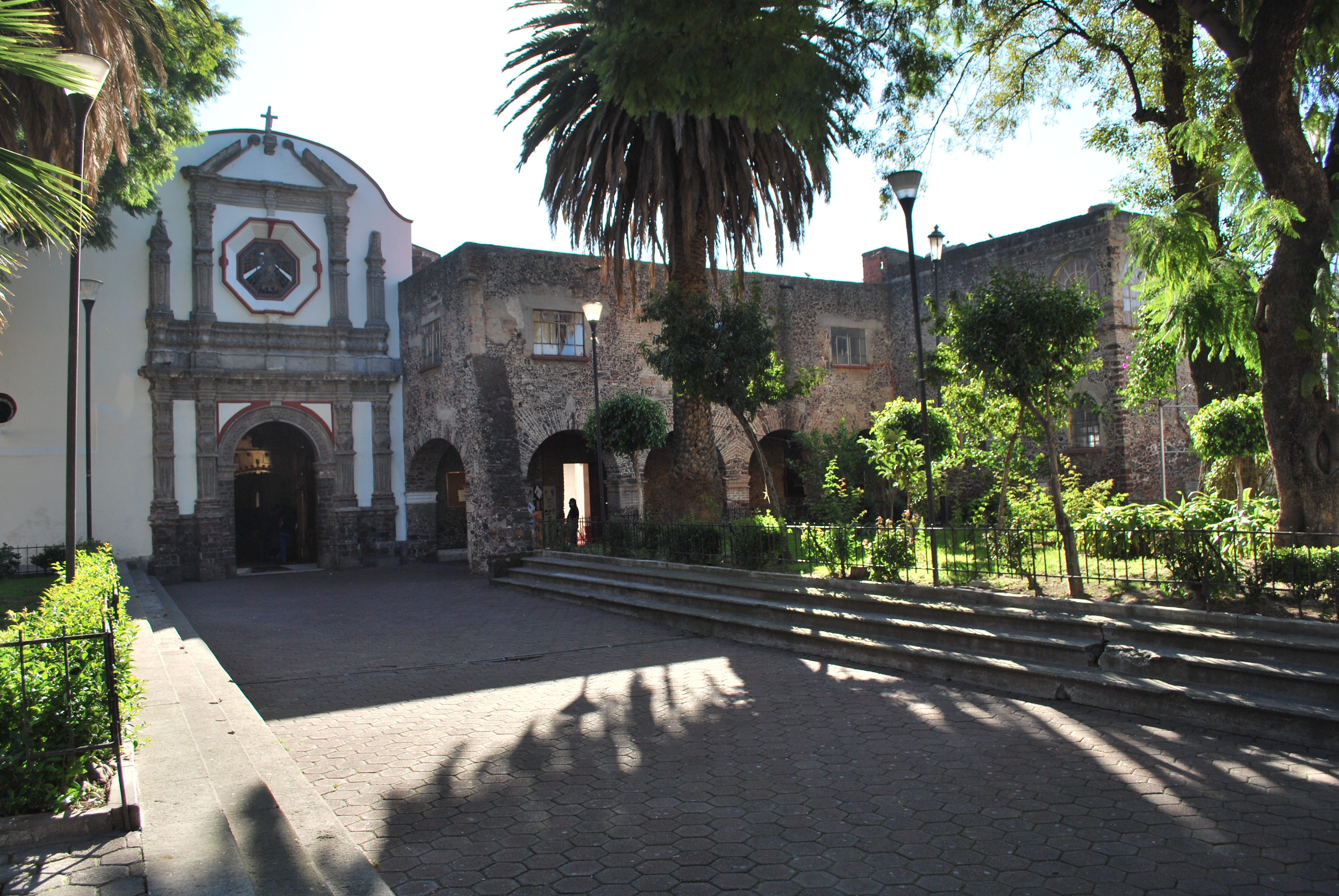
Templo de San Matías apóstol
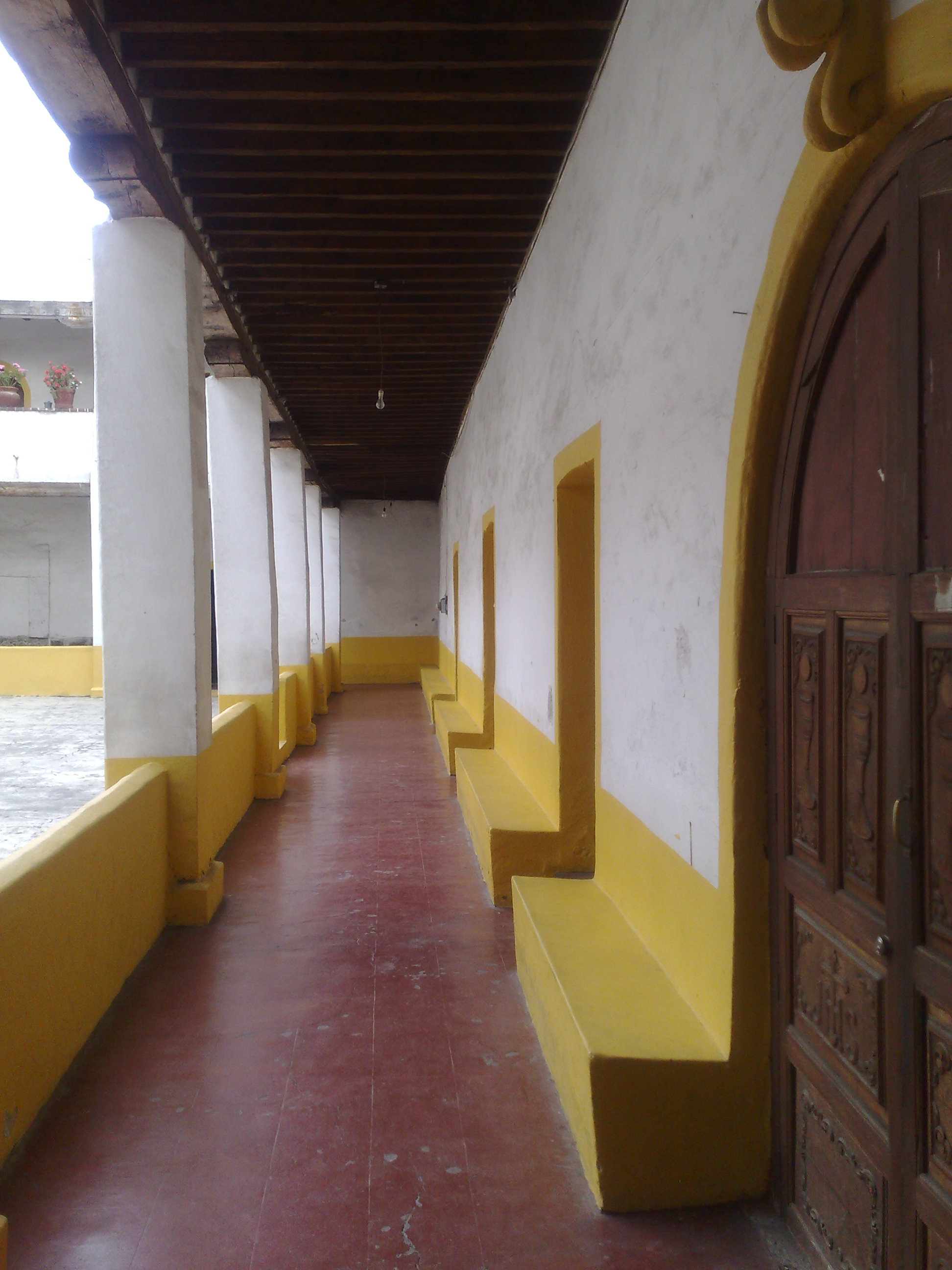
Claustro del exconvento
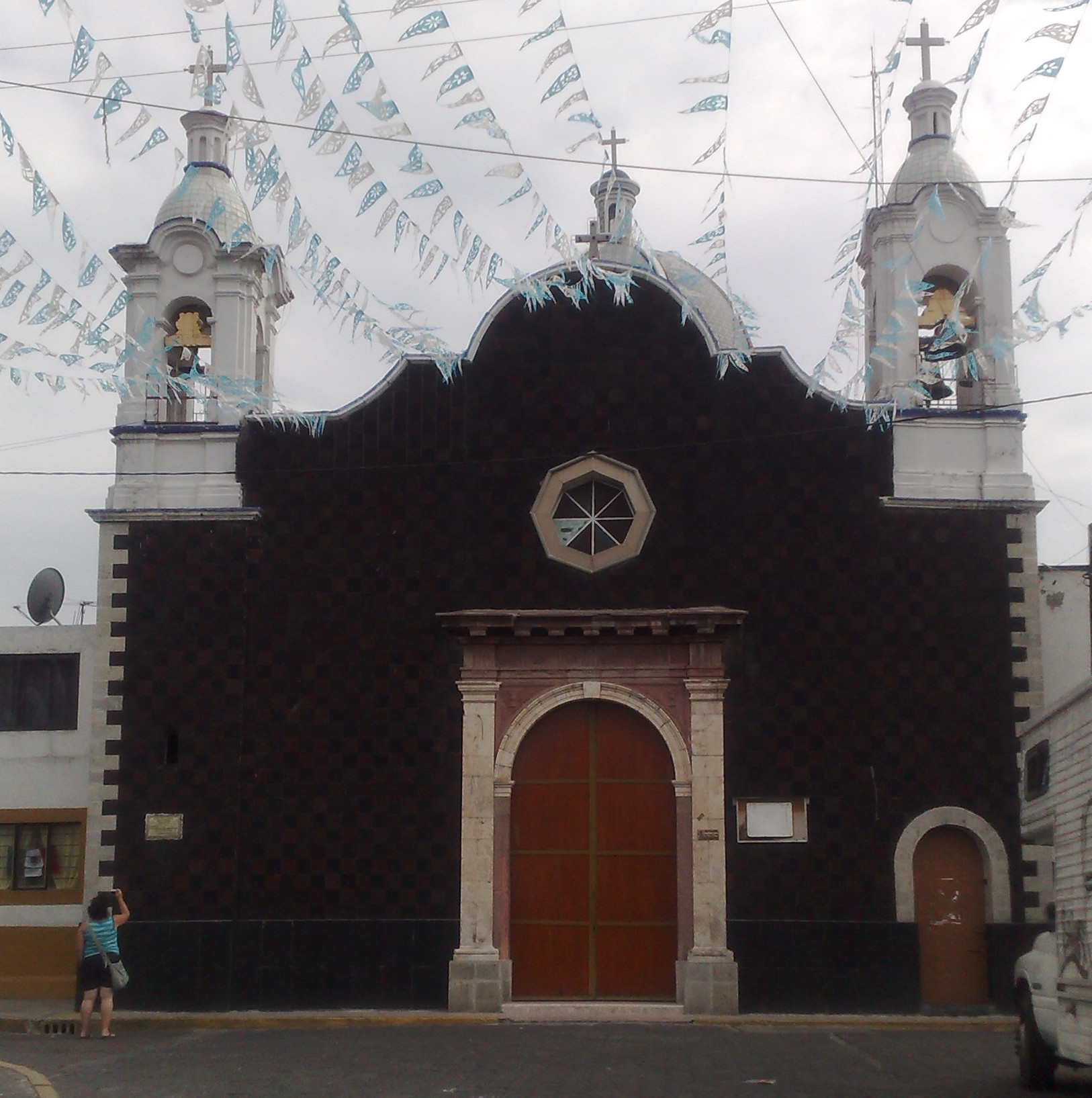
Capilla de la Asunción
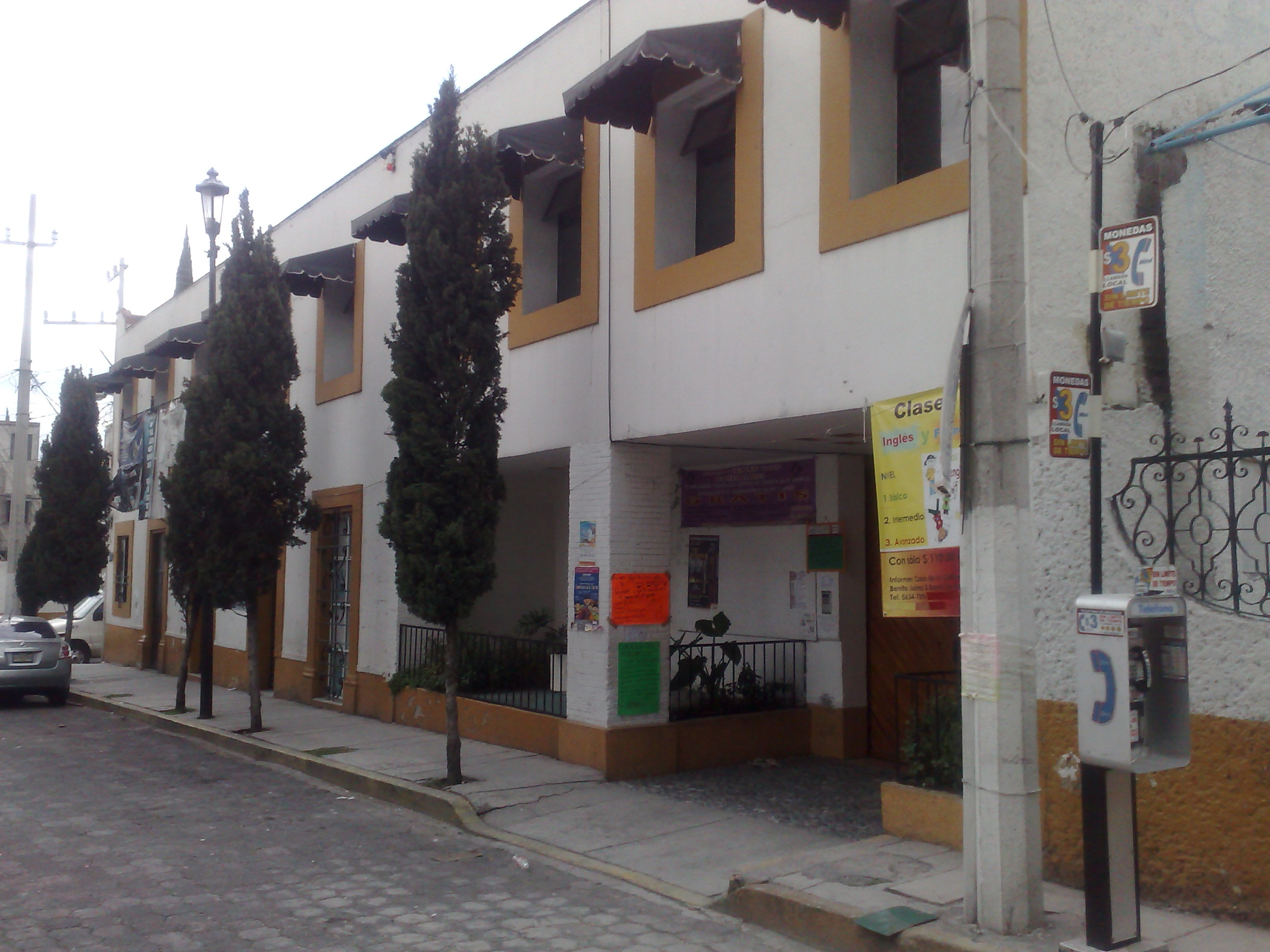
Centro cultural José Martí, Antiguo Ayuntamiento de Iztacalco
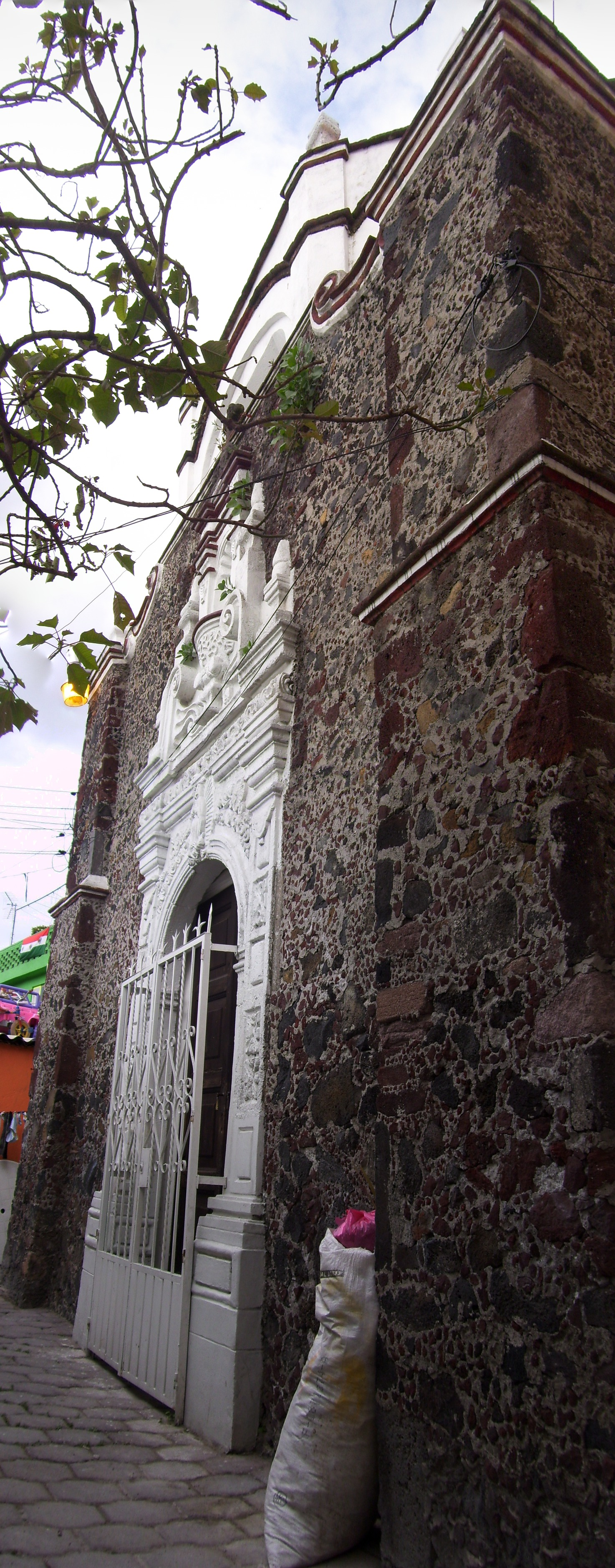
Ermita de la Asunción
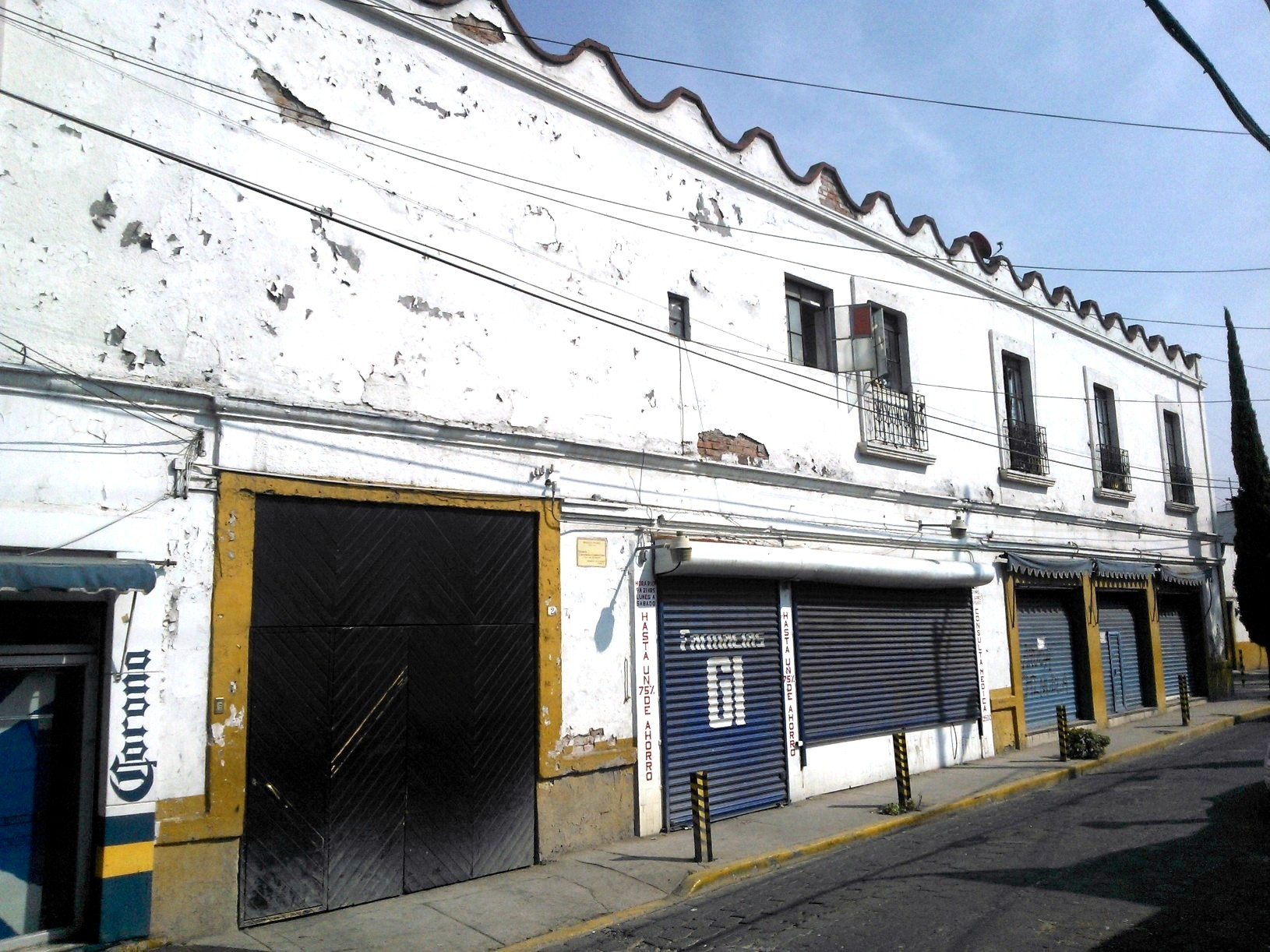
Casa del siglo XIX considerada monumento histórico
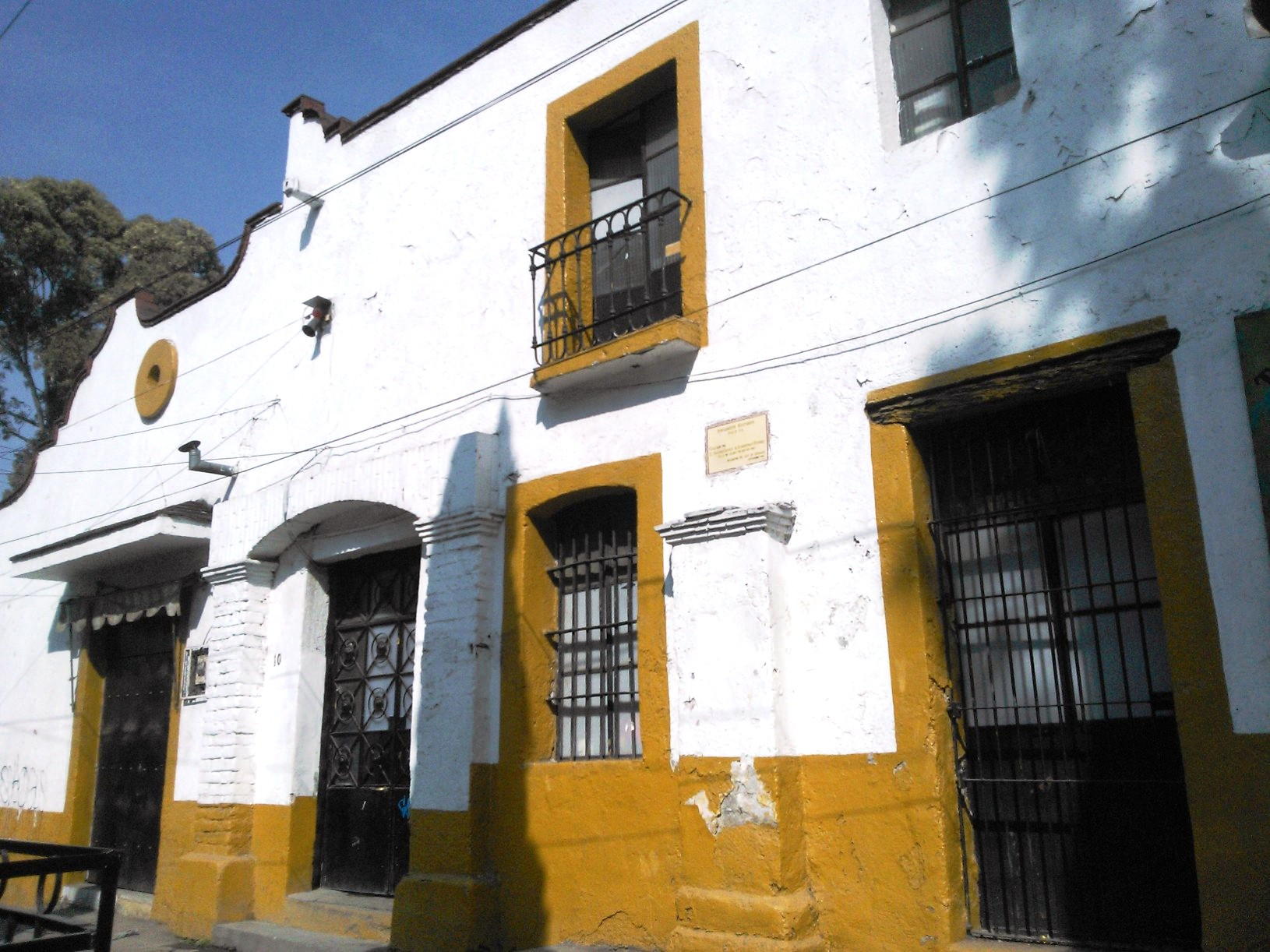
Casa del siglo XIX considerada monumento histórico